# Tommaso Dotti
Tommaso Dotti (ur. 11 lipca 1993 w Mediolanie) – włoski łyżwiarz szybki specjalizujący się w short tracku, trzykrotny olimpijczyk (2014, 2018 i 2022), brązowy medalista olimpijski z Pekinu 2022, brązowy medalista mistrzostw świata i Europy.
Obecnie mieszka w Bormio.

## Wyniki

### Igrzyska olimpijskie
| Rok  | Gospodarz  | 1000 m | 1500 m | sztafeta mężczyzn |
| ---- | ---------- | ------ | ------ | ----------------- |
| 2014 | Soczi      | —      | 27     | 8                 |
| 2018 | Pjongczang | 22     | 25     | —                 |
| 2022 | Pekin      | —      | —      | brąz              |

### Mistrzostwa świata
| Rok  | Gospodarz | 500 m | 1000 m | 1500 m | wielobój | sztafeta |
| ---- | --------- | ----- | ------ | ------ | -------- | -------- |
| 2012 | Szanghaj  | —     | 26     | —      | 46       | —        |
| 2013 | Debreczyn | 24    | 12     | —      | 30       | —        |
| 2014 | Montreal  | —     | 26     | —      | 42       | 8        |
| 2015 | Moskwa    | 40    | 17     | 22     | 26       | —        |
| 2016 | Seul      | 37    | —      | 28     | 43       | 6        |
| 2017 | Rotterdam | 33    | 25     | 27     | 27       | —        |
| 2018 | Montreal  | 42    | 22     | 9      | 23       | —        |
| 2019 | Sofia     | 34    | 5      | 11     | 11       | —        |
| 2021 | Dordrecht | —     | —      | —      | —        | brąz     |

### Mistrzostwa Europy
| Rok  | Gospodarz      | 500 m | 1000 m | 1500 m | wielobój | sztafeta |
| ---- | -------------- | ----- | ------ | ------ | -------- | -------- |
| 2011 | Heerenveen     | —     | —      | —      | 18       | 5        |
| 2012 | Mladá Boleslav | —     | —      | —      | 15       | 10       |
| 2013 | Malmö          | —     | —      | —      | 15       | 4        |
| 2014 | Drezno         | —     | —      | —      | 16       | 4        |
| 2015 | Dordrecht      | —     | —      | —      | 24       | 4        |
| 2016 | Soczi          | —     | —      | —      | 28       | 5        |
| 2017 | Turyn          | 44    | 9      | 9      | 19       | brąz     |
| 2018 | Drezno         | 8     | 4      | 14     | 8        | 4        |
| 2019 | Dordrecht      | 13    | 8      | 11     | 13       | 5        |
| 2020 | Debreczyn      | 42    | 18     | 11     | 21       | brąz     |

### Mistrzostwa świata juniorów
| Rok  | Gospodarz  | wielobój | sztafeta |
| ---- | ---------- | -------- | -------- |
| 2009 | Sherbrooke | 15       | 7        |
| 2010 | Tajpej     | 13       | 11       |
| 2011 | Courmayeur | 16       | 15       |
| 2012 | Melbourne  | 30       | 9        |
| 2013 | Warszawa   | 7        | 7        |